# Cees Dekker (natuurkundige)
Cornelis (Cees) Dekker (Haren, 7 april 1959) is een Nederlandse natuurkundige en universiteitshoogleraar verbonden aan de Technische Universiteit Delft. Van 2010 tot en met 2018 was hij tevens directeur van het Kavli Institute of Nanoscience in Delft. Van 2015 tot en met 2020 was Dekker akademiehoogleraar vanuit de KNAW.
Zijn vakgebied is de moleculaire biofysica; hierbij beweegt hij zich op het grensvlak van de natuurkunde en de biologie waarbij hij gebruikmaakt van de zogeheten nanotechnologie, de technieken om aan enkele atomen en moleculen te kunnen meten. Dekker deed in de jaren 1990 fundamentele ontdekkingen op het gebied van koolstofnanobuisjes. Mede vanwege deze werkzaamheden is hij al jaren de meest geciteerde fysicus in Nederland. Sinds 2000 onderzoekt hij met enkel-molecuultechnieken de biofysica van moleculen in de biologische cel.
Dekker is naast zijn wetenschappelijk werk ook bekend vanwege zijn belangstelling voor de relatie tussen geloof en wetenschap en de discussie rond intelligent design in 2005.

## Wetenschappelijke carrière
Dekker groeide op in de omgeving van Rotterdam. Als tiener had hij reeds een grote belangstelling voor de natuurwetenschappelijke vakken, wat ertoe leidde dat hij in 1977 een opleiding natuur- en sterrenkunde ging volgen aan de Universiteit Utrecht. In 1983 behaalde hij zijn doctoraalexamen in de experimentele natuurkunde. In 1984 begon hij aan dezelfde universiteit te werken als promovendus en in 1988 promoveerde hij op een onderwerp in de fysica van de vaste stof.
Vervolgens ging hij in Utrecht aan de slag als universitair docent in ruisverschijnselen in mesoscopische halfgeleiders en supergeleiders. In 1990-1991 bezocht hij de onderzoekslaboratoria van IBM in Yorktown Heights (Verenigde Staten), waar hij onderzoek deed naar supergeleiders met een hoge kritische temperatuur in sterke magneetvelden. In 1993 maakte Dekker de overstap naar de Technische Universiteit Delft, om daar als universitair hoofddocent een aantal geheel nieuwe onderzoekslijnen op te zetten, te weten ladingsdichtheidsgolven en elektrische geleiding door afzonderlijke moleculen. Dat laatste groeide uit naar het zeer succesvolle onderzoek aan koolstofnanobuizen. Dekkers groep ontdekte veel van de nieuwe fundamentele elektrische eigenschappen van deze bijzondere moleculen. Ook onderzocht hij de toepassing van deze nanobuisjes in moleculaire elektronica en fabriceerde zijn groep als eerste ter wereld een transistor op basis van een enkel nanobuismolecuul.
Sinds 2000 heeft Dekker zijn onderzoeksterrein verlegd naar de biofysica en nanobiologie. Zijn huidige onderzoek richt zich op drie gebieden:
- nanogaatjes voor de analyse van biomoleculen zoals DNA en eiwitten;
- biofysica van chromatine bestudeerd op enkel-molecuul niveau;
- bottom-up biologie en de ontwikkeling van synthetische cellen.

Ook met zijn onderzoek in de biofysica leidde het onderzoek van Dekker tot verschillende doorbraken. Het onderzoek naar DNA-transport door nanogaatjes leidde tot DNA-sequencing-technologie. Dekkers groep ontdekte ook een nieuwe klasse van moleculaire motoreiwitten die werken op DNA: SMC-eiwitten als condensine en cohesine die lussen leggen in DNA, wat aan de basis ligt van de structuur van chromosomen.
Vanwege zijn grote wetenschappelijke verdiensten werd hij in 1999 benoemd tot Antoni van Leeuwenhoek-hoogleraar. In 2000 volgde een benoeming tot gewoon hoogleraar in de moleculaire biofysica. In 2003 werd hij gekozen tot lid van de Koninklijke Nederlandse Akademie van Wetenschappen (KNAW), en enkele jaren later tot fellow van het Institute of Physics (IOP, 2004) en de American Physical Society (APS, 2006). In 2006 werd hij in Delft benoemd als universiteitshoogleraar.
Voor zijn wetenschappelijke verdiensten werd Dekker een aantal malen onderscheiden met nationale en internationale wetenschappelijke prijzen en een eredoctoraat. Zo ontving hij in 2003 de Spinozapremie van NWO. Het werk van Dekker wordt uitzonderlijk veel geciteerd: ongeveer 4500 citaties per jaar, met in totaal meer dan 80.000 citaties. Zijn H-index is 122 (d.d. januari 2024). In 2012 leidde Dekker het onderzoeksconsortium ‘Frontiers of Nanoscience’ (NanoFront), dat van NWO en TU Delft/Leiden een onderzoekssubsidie van 51 miljoen euro verkreeg. Ook ontving hij drie maal een Advanced Research Grant van de ERC.
Eind mei 2024 werd bekend dat Dekker en zijn collega Gijsje Koenderink een Summit Grant van 40 miljoen euro krijgt van wetenschapsfinancier NWO. De droom is om (in zijn onderzoeksprogramma EVOLF) van losse moleculen een synthetische cel te bouwen die zichzelf in leven kan houden, kan groeien, kan delen én kan evolueren.

## Prijzen
- 2001: Agilent Europhysics Prize
- 2002: Julius Springer prijs
- 2003: Spinozapremie van NWO
- 2003: eredoctoraat van de Belgische Universiteit Hasselt
- 2006: Internationale George Montefiore-prijs
- 2006: Innovation in Nano Research Prize, toegekend door de minister van Wetenschap en Technologie van Zuid-Korea
- 2008: erelidmaatschap S.S.R.-N.U.
- 2009: ERC Advanced Grant
- 2012: Nanoscience Prize van de International Society for Nanoscale Science, Computation and Engineering
- 2012: Physica Prize van de Nederlandse Natuurkundige Vereniging
- 2015: ERC Advanced Grant
- 2015: Prijs Akademiehoogleraren van de KNAW[5]
- 2017: NANOSMAT prize
- 2018: Leermeesterprijs TU Delft
- 2019: ERC Advanced Grant
- 2021: Nano Research Award ‘for significant contributions to nanoscience ranging from carbon nanotubes to nanobiology’
- 2022: Benoemd als Fellow of the International Society for Science and Religion
- 2024: Sackler International Prize in Biophysics

## Geloof en wetenschap
Dekker is christen en lid van Mozaiek010, een kerk die in 2022 werd opgericht in Rotterdam. In deze kerk is hij actief in het leiderschap (Raad van Opzieners) en als muzikant. Hij is van mening dat er geen conflict bestaat tussen wetenschap en geloof, maar dat zij harmonieus samengaan. Zijn christelijke geloofsovertuiging beschouwt hij dan ook eerder als een stimulans dan als een sta-in-de-weg voor zijn wetenschapsbeoefening. Soms is hij in diverse televisiediscussieprogramma's te zien, waarin hij over bovengenoemde zaken met al dan niet andersdenkende personen van gedachten wisselt. In 2011 werd de Reijer Hooykaas Prijs aan Dekker uitgereikt voor zijn positieve bijdragen aan de dialoog tussen geloof en wetenschap.
Dekker is mederedacteur van een aantal boeken over geloof en wetenschap:
- In 2005 verscheen Schitterend ongeluk of sporen van ontwerp? onder redactie van Dekker, Ronald Meester en René van Woudenberg, een bundel essays over toeval of doelgerichtheid in de evolutie. Mede naar aanleiding hiervan ontstond er in Nederland een discussie over intelligent design en evolutie.
- In 2006 kwam een nieuwe bundel uit over de relatie tussen evolutie en schepping, getiteld En God beschikte een worm (Ten Have Baarn, 2006), weer onder redactie van Dekker, Ronald Meester en René van Woudenberg. Dekker zelf schreef er een hoofdstuk in over de redelijkheid van een atheïstisch of theïstisch wereldbeeld.
- In 2007 kwam een bundel over de relatie tussen geloof en wetenschap uit getiteld Omhoog kijken in platland (Ten Have Baarn, 2007), onder redactie van Dekker, Gijsbert van den Brink en René van Woudenberg. Dekker zelf schreef er een hoofdstuk in over de nieuwe technologie en de dystopie van Brave New World.
- In 2008 verscheen onder redactie van Dekker de bundel Geleerd en gelovig - 22 wetenschappers over hun leven, werk en God (Ten Have Baarn, 2008), met persoonlijke verhalen van christelijke wetenschappers. Hij schreef er zelf ook een hoofdstuk in. Hierin nam hij duidelijk afstand van de Intelligent Design beweging. Dekkers huidige visie is te karakteriseren als theïstisch evolutionisme, dat wil zeggen dat God geschapen heeft via het proces van evolutie.[6][7] In een interview zei Dekker over Intelligent Design: "als wetenschappelijk programma faalt het. Ik ben erin teleurgesteld. ID had de pretentie objectieve wetenschap te bieden, maar het heeft die pretentie niet waargemaakt".[8] Dekker treedt vanwege deze visie nu en dan in debat met creationisten zoals Peter Scheele die het, soms fel, met hem oneens zijn.[9]
- Na zijn boeken rond geloof en wetenschap, volgden nog twee algemenere bundels: in 2009 Hete hangijzers: Antwoorden op 17 kritische vragen aan het christelijk geloof, met co-redacteur Martine van Veelen, en in 2010 De crux: Christenen over de kern van hun geloof, waarvan Dekker de redactie deed samen met Reinier Sonneveld.
- In 2015 pakte Dekker zijn oude thema 'geloof en wetenschap' weer op, maar dan in een boek voor kinderen: de jeugdroman Het geheime logboek van topnerd Tycho, geschreven samen met kinderboekenschrijfster Corien Oranje. Hierin pleiten de schrijvers voor een evolutionaire schepping: een harmonie van schepping en evolutie. Ook dit boek leidde onder christenen weer tot debat over schepping en evolutie.[10] Dit kinderboek werd vertaald en kwam onder de titel Science Geek Sam and his Secret Logbook uit in het Engels.
- In 2020 kwam het boek Oer uit, waarin Dekker met Oranje en bovendien theoloog Gijsbert van den Brink de hele gang van de geschiedenis vanaf de oerknal tot het heden volgt, bezien vanuit een proton, en vanuit christelijk perspectief. Oer werd vertaald en kwam onder de titel Dawn uit bij uitgeverij IVP in de Verenigde Staten.
- In 2021 verscheen onder redactie van Dekker de bundel Alle verstand te boven - 22 wetenschappers over hun leven, werk en God, met persoonlijke verhalen van christelijke wetenschappers. Hij schreef er zelf ook een hoofdstuk in.

## Persoonlijk leven
- Cees Dekker is getrouwd, vader van drie kinderen en grootvader van twee kleinkinderen.
- Op 25 april 2014 werd Cees Dekker benoemd tot Ridder in de Orde van de Nederlandse Leeuw.